# Як козаки… (фільм)
«Як козаки…» (рос. Как казаки…) — український фільм-мюзикл з Володимиром Зеленським, Анастасією Приходько, Євгеном Кошовим та Нонною Гришаєвою у головних ролях. Стрічка вийшла на екрани 31 грудня 2009 року на  каналі Інтер.

## Сюжет
Новорічна стрічка про кохання запорозького козака Євгена (Євген Кошовий) та дочки старости козацького села Поліни (Анастасія Приходько), які не дивлячись на різні перешкоди все одно будуть разом. Щоб влаштувати особисте життя, Євген разом зі своїми справжніми друзями Остапом (Володимир Зеленський) та Батею (Юрій Корявченков) вирушають до Москви за «горілкою з бульбашками», яку вони мають привезти батьку дівчини до Нового року. В дорозі ж їх очікують пригоди.

## В ролях
| Актор                   | Роль                      |
| ----------------------- | ------------------------- |
| Володимир Зеленський    | Остап                     |
| Євген Кошовий           | Євген                     |
| Анастасія Приходько     | Поліна                    |
| Юрій Корявченков        | Батя                      |
| Нонна Гришаєва          | Катерина II               |
| Антон Макарський        | Орлов                     |
| Олексій Маклаков        | Староста                  |
| Олександр Олешко        | Венеціан                  |
| Філіпп Кіркоров         | Милославський             |
| Волкова Ольга           | мама Катерини             |
| Валентин Шестопалов     | дід у мундирі             |
| Юрій Крапов             | охоронець Венеціана       |
| Єгор Крутоголов         | охоронець Венеціана       |
| Сергій Звєрєв           | стиліст                   |
| Володимир Горянський    | Суворов                   |
| гурт «Дискотека Аварія» | прикордонники             |
| гурт «Бумбокс»          | козаки                    |
| гурт «Quest Pistols»    | персонажі галюцинацій     |
| Олена Кравець           | Марта                     |
| Аркадій Лапухін         | п’яничка                  |
| Борис Барський          | розбійник                 |
| Ігор Малахов            | розбійник                 |
| Михайло Волошин         | розбійник                 |
| Олексій Агопьян         | розбійник                 |
| Jamala                  | співачка у корчмі         |
| Дмитро Клімашенко       | арештант                  |
| Денис Манжосов          | арештант                  |
| гурт «Гарячий шоколад»  | помічниці стиліста        |
| гурт «Авіатор»          | гусари                    |
| Максим Неліпа           | конферансьє у корчмі      |
| Василь Вірастюк         | коваль                    |
| Степан Казанін          | учень коваля              |
| гурт «Алібі»            | наложниці Милославського  |
| Віталій Козловський     | ув’язнений Милославського |
| Дмитро Шепелєв          | ведучий новин             |
| Марія Єфросініна        | ведуча новин              |
| Олександр Бережок       | жандарм                   |
| Олександр Бондар        | жандарм                   |
| Артем Михайличенко      | жандарм                   |
| Олексій Смолка          | жандарм                   |
| Руслана Писанка         | козачка                   |
| Таня Ліберман           | козачка                   |
| гурт «А.Р.М.І.Я.»       | козачки                   |
| Тетяна Негрій           | козачка                   |
| Тетяна Жекова           | козачка                   |
| Ніна Касторф            | козачка                   |
| Михайло Фаталов         | кавказець у корчмі        |
| Олександр Пікалов       | козак з татуюванням       |
| гурт «НеАнгели»         | куртизанки                |
| Дарина Трегубова        | журналістка               |

## Знімальна група
- Автори ідеї: Володимир Зеленський, Борис Шефір, Сергій Шефір
- Режисер-постановник: Ігор Іванов
- Автори сценарію: Олена Зеленська , Валерій Жидков, Олександр Пікалов
- Оператори: Сергій Дишук, Сергій Тріфонов
- Композитор: Дмитро Клімашенко
- Художник-постановник: Вадим Бартош
- Художник з гриму: Ірина Беліна
- Хореограф: Олег Жежель
- Продюсери: Елла Бобленюк, Сергій Кравець, Юрій Корявченков, Володимир Зеленський, Борис Шефір, Сергій Шефір, Сергій Созановський
- Музикальний продюсер: Дмитро Клімашенко

## Пісні
| Назва пісні (рос.)          | Автори                                                                             |
| --------------------------- | ---------------------------------------------------------------------------------- |
| «Как казаки…»               | муз. і сл. Дмитро Клімашенко                                                       |
| «Cosa Nostra»               | муз. Дмитро Клімашенко, сл. Тетяна Решетняк                                        |
| «Люли Люли»                 | муз. Дмитро Клімашенко, сл. Тетяна Решетняк, Тіна Кароль, Дмитро Клімашенко        |
| «Новогодние дни»            | муз. Дмитро Клімашенко, сл. Олександр Боєв, Дмитро Клімашенко                      |
| «Мне бы в небо»             | муз. Дмитро Клімашенко, сл. Олександр Боєв, Дмитро Клімашенко, студія «Квартал 95» |
| «Маменькин сынок»           | муз. Дмитро Клімашенко, сл. Андрій Ільков, Дмитро Клімашенко                       |
| «Наливай, да пей»           | муз. Дмитро Клімашенко, сл. Олександр Боєв, Дмитро Клімашенко                      |
| «Береги»                    | муз. Дмитро Клімашенко, сл. Тетяна Решетняк                                        |
| «Больше гламура»            | муз. Сергій Звєрєв, сл. Олександр Єлін                                             |
| «Модный танец Арам зам зам» | муз. Олексій Рижов, сл. Олексій Рижов                                              |
| «Поліна»                    | муз. Андрій Хливнюк, Андрій Самойло, Валентин Матиюк, сл. Андрій Хливнюк           |
| «Белая стрекоза»            | муз. і сл. Микола Воронов                                                          |
| «Besame mucho»              | муз. Консуело Веласкес, сл. Борис Шефір, Сергій Шефір                              |

## Нагороди та номінації
- 2010 р. – премія «Телетріумф» в номінації «Телевізійний художній фільм/міні-серіал»[2]